# 청동 은입사 봉황문 합
청동 은입사 봉황문 합(靑銅 銀入絲 鳳凰文 盒)은 서울특별시 용산구 한남동, 삼성미술관 리움에 있는 고려시대의 금속공예품이다. 1974년 7월 9일 대한민국의 국보 제171호로 지정되었다.

## 개요
고려시대에 만들어진 뚜껑이 있는 그릇(합)으로 높이 9.9cm, 아가리 지름 18.3cm의 크기이다.
고려시대에 크게 유행한 은을 박아 장식(은입사)하는 기법을 사용하여 제작한 그릇으로, 아래 몸통과 뚜껑의 크기가 같아 안정감 있게 보인다.
뚜껑과 몸통 위·아래 가장자리는 모를 깎아 둥글게 처리하였는데, 이러한 형식은 고려시대 철기, 자기, 상자, 합들에서 많이 보이는 양식이다. 뚜껑 윗면 중앙에 봉황이 있고, 그 주위에 꽃무늬와 덩굴무늬로 장식하였다. 바깥 가장자리의 경사면에는 은입사 기법으로 덩굴무늬를 장식했다. 뚜껑과 몸통의 측면에는 양식화된 덩굴무늬가 있다.
전면을 가득히 채워 정교한 수법으로 은입사한 것을 보면, 은입사 기법이 한창 성행하고 있던 11∼12세기에 만들어진 것으로 보인다.

## 참고 자료
- 청동 은입사 봉황문 합 - 국가유산청 국가유산포털